# Голубые фишки
Голубые фишки (англ. blue chips) — акции наиболее крупных, ликвидных и надёжных компаний со стабильными показателями доходности, а также сами эти компании. С голубыми фишками производится основной объём спекуляций на бирже.

## История
Сам термин «голубая фишка» пришёл на фондовый рынок из казино, а точнее — из карточной игры покер. Самые простые наборы покерных фишек включают в себя белые, красные и голубые фишки, причём, по традиции, голубые фишки являются самыми ценными. Так, если белая фишка стоит 1 доллар, то красная обычно стоит 5 долларов, а голубая — 25 долларов.
Термин «голубая фишка» по отношениям к биржевым акциям стал активно использоваться начиная с 1920-х годов. Согласно фольклору компании Dow Jones, расширение смысла термина было введено Оливером Гингольдом (сотрудником компании, в будущем ставшей Dow Jones) где-то в 1920-х годах, когда Гингольд стоял у биржевого тикерного аппарата в брокерской фирме, которая позже стала Merrill Lynch. Заметив несколько сделок по 200 или 250 долларов за акцию или больше, он сказал Люсьену Хуперу из биржевой брокерской компании W. E. Hutton & Co. что он намерен вернуться в офис, чтобы «написать об этих акциях — голубых фишках». С тех пор термин «голубые фишки» стал использоваться по отношению к дорогостоящим акциям, но сейчас так чаще называют наиболее качественные акции.

## Описание
Обычно голубые фишки являются индикаторами всего рынка, так как считается, что если возросли цены на акции крупнейших компаний, то и акции компаний «второго эшелона» тоже возрастут, соответственно падение курса акций голубых фишек означает снижение курса акций компаний «второго эшелона». Акции голубых фишек являются наиболее ликвидными на рынке ценных бумаг.
Нет общепринятых критериев для отнесения акций или облигаций той или иной компании к разряду «голубых фишек» или ко «второму эшелону».
Примерами западных голубых фишек являются компании Apple, IBM, Microsoft, The Coca-Cola Company, Ford, Alphabet.
Акции, называемые «голубыми фишками», в долгосрочной перспективе имеют тенденцию к росту. Но есть периоды, в которые большую динамику роста и более высокую доходность показывают акции «второго эшелона».
Также одним из положительных качеств «голубых фишек» является их ликвидность, то есть возможность продать или купить значительный объём этих акции в любой момент торговой сессии на фондовой бирже без существенной потери в цене.
Голубым фишкам свойственно следующее:
- Стабильный рост в течение ряда лет, что говорит о реальным положением дел в компании, а не только интересом к ней спекулянтов.
- Большая экономическая мощь компании (вплоть до монополии), с высокой рыночной капитализацией.
- Высокая ликвидность акций вследствие большого количества сделок.
- Лидерскими позициями в своей сфере деятельности. Как правило, голубые фишки являются лидерами или входят в тройку лидеров.

Московская биржа рассчитывает индекс голубых фишек на основании цен сделок с акциями 15 наиболее ликвидных эмитентов российского фондового рынка:

| - Газпром - Сбербанк - Лукойл - Магнит | - Новатэк - Сургутнефтегаз АО - Норникель | - Роснефть - НЛМК - Татнефть - МТС | - Алроса - Яндекс - X5 Retail Group - Северсталь |